# 紀元前349年
紀元前349年（きげんぜん349ねん）は、ローマ暦の年である。
当時は、「ルキウス・フリウス・カミッルスとアッピウス・クラウディウス・クラッスス・インレギッレンシスが共和政ローマ執政官に就任した年」として知られていた（もしくは、それほど使われてはいないが、ローマ建国紀元405年）。紀年法として西暦（キリスト紀元）がヨーロッパで広く普及した中世時代初期以降、この年は紀元前349年と表記されるのが一般的となった。

## 他の紀年法
- 干支 : 壬申
- 日本
  - 皇紀312年
  - 孝安天皇44年
- 中国
  - 周 - 顕王20年
  - 秦 - 孝公13年
  - 楚 - 宣王21年
  - 斉 - 威王8年
  - 燕 - 文公13年
  - 趙 - 粛侯元年
  - 魏 - 恵王21年
  - 韓 - 昭侯14年
- 朝鮮
  - 檀紀1985年
- ベトナム :
- 仏滅紀元 : 196年
- ユダヤ暦 :

## できごと

### ペルシア帝国
- シドンがアケメネス朝ペルシア軍に包囲される。

### マケドニア
- 病から回復したピリッポス2世は、残りのアテネ人支配下のマケドニア、特にオリュントス市に注意を向けた。アテネは軍を編成して助けを送る。
- ピリッポス2世がハルキディキ半島の諸都市の制圧を開始。